# 上手と下手
上手と下手（かみてとしもて、うわてとしたて、じょうずとへた）とは、方向や技量の上下を表す用語。

## 「かみて」と「しもて」

### 舞台

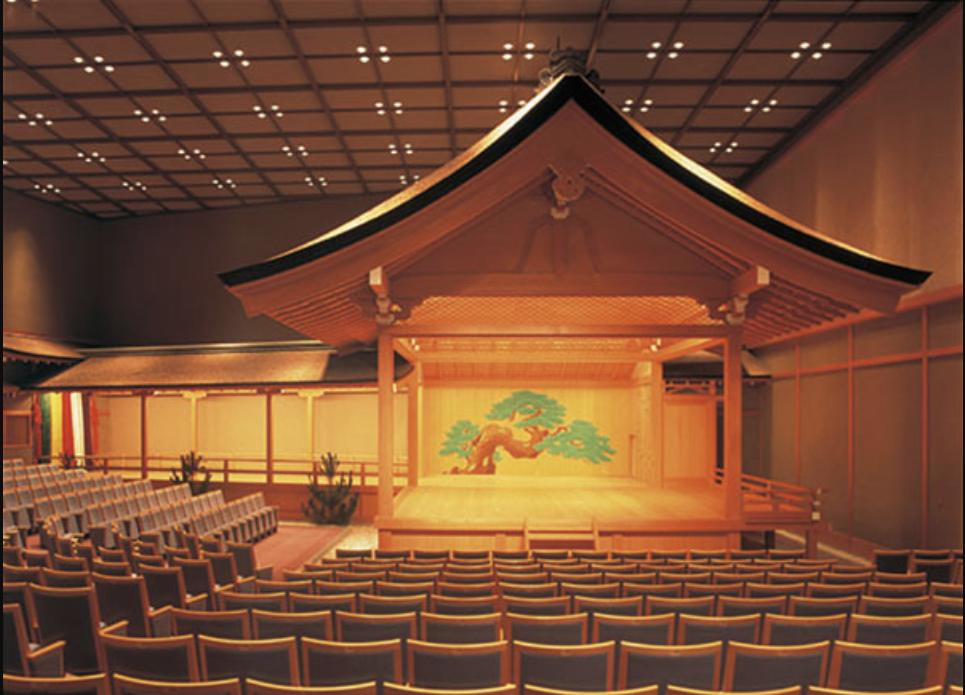
能舞台。左右非対称で、下手には「橋掛」がある。

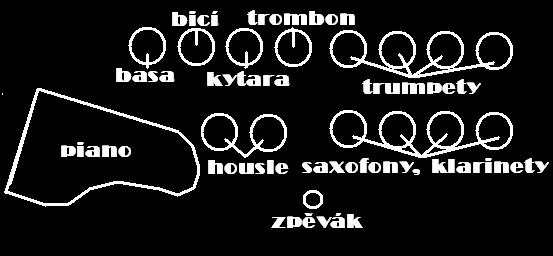
舞台の楽器配置の例。一般的なピアノの場合、大屋根（反響板）を客席に向かって開くと、奏者は下手側になる。

舞台用語で上手（かみて）と下手（しもて）は、舞台（ステージ）の左右を区別する言葉である。
上手は舞台の左側（客席から見て右側）、下手は舞台の右側（客席から見て左側）である。客席からでは左右が逆になるので、これらを右と左で区別することは非常に紛らわしいが、英語では舞台から見た左右で表し、上手は stage left、下手は stage right と呼ぶ。フランス語では上手は côté cour（中庭側）、下手は côté jardin（庭園側）と呼ぶ。これはかつてのコメディ・フランセーズの上手側にルーヴル宮殿とテュイルリー宮殿の中庭があり、下手側にテュイルリー庭園があったことに由来する。
上手と下手どちらがどちらかを覚える語呂合わせに「ピアニッシモ」があり、舞台でピアノを弾く側が下手である。

### その他
目上の人や自分にとって上位にあたる人が座る上座の方向を上手と表す。日本で用いられる場合、家の入口である玄関から遠く、床の間に最も近い席を指す場合が多い。主に、父親（家長）などが座るとされる。
川や河川の流れてくる方向（上流、川上）や風の吹いてくる方向（風上）を表すときにも用いられる。この用例では「上手（うわて）」とも。
このように「手」という言葉を用いる場合、「手」には「方向」を示すニュアンスがこめられる。また、「上」には「重要なもの」や「物事の流れてくる方向」（起点）の意味がある。

## 「うわて」と「したて」
上手（うわて）とは、ある物や人が、能力や思考の点で別の物や人よりも優れていること、あるいはある人よりも立場が上の場合のことを指す。「君は僕より一枚上手だ」など。対して、下手（したて）とは、へりくだって非好戦的な態度で接することを卑下することを指し、「下手に出る」という形で用いられる。
相撲で上手（うわて）とは、互いに同じ側の廻しを取り合った状態で、相手の腕の外側から相手の廻しを引いた状態のこと。また、その相手の廻しにやった手のことをいう。上手を取って投げるのを上手投げなどと言う風にも使われる。一般には利き手で上手を取った方が有利とされているので、これを嫌って「上手を切る」ことがある。対して、相手の腕の下でまわしをつかむこと、そのつかんだ手のことを下手（したて）という。
囲碁や将棋において上手（うわて）とは比較してより強い方、下手（したて）とは弱い方を指す。特にハンデキャップをつけた対局（将棋では駒落ち、囲碁では置き碁）において、駒を落としている側、または石を置かせている側の対局者を上手（うわて）、駒を落としていない側、または石を置いている側の対局者を下手（したて）という。

## 「じょうず」と「へた」
上手（じょうず）とは、技術や動作に優れていたり習熟していること、あるいはそのような人のことを表し、しばしば褒め言葉として用いられる。また、「人を喜ばせてうまく（都合のいいように）物事を運ぶ」ような意味あいから転じて、お世辞など口先だけのことばを言って相手を喜ばせることを「お上手」（おじょうず）と言うことが多い。ある分野において特に優れた者でも失敗やつまずくことはあるという意味で、「上手の手から水が漏れる」という諺も存在する。対して、下手（へた）とは、あるものごとを人並みに達成できない様子で、道具などを操るときの不器用さを表現するときによく用いられる。
このように「手」という言葉を用いる場合、「手」には「技量」・「腕前」を示すニュアンスがこめられる。また、「上」には「（能力が）高い」「うまい」のような意味がある。
また上手は江戸時代の囲碁・将棋の段級位制において名人（九段）・準名人（八段）に続く地位（七段）である。